# Catedral del Salvador (Oslo)
La Catedral de Oslo (en noruego, Oslo domkirke), históricamente conocida como catedral de Nuestro Salvador (Vår Frelsers kirke), es la catedral de la diócesis luterana del mismo nombre, perteneciente a la Iglesia de Noruega, y la catedral nacional de Noruega. Fue consagrada en 1697.

## Características
Es un templo barroco de planta de cruz griega construido de ladrillo. Tiene una sola torre cuadrada en el centro de su extremo occidental, rematada en una cúpula axial de bronce de tres cuerpos. En la parte baja de la torre hay un relieve escultórico de inicios del siglo XII, presuntamente procedente de la catedral medieval de San Hallvard, la primera catedral de Oslo. De la también desaparecida catedral de la Trinidad son las cinco campanas de la torre, así como varias lápidas del cementerio.
La sacristía, originalmente una sala capitular, es la parte más auténtica de la catedral, lo mismo que el retablo barroco, el púlpito y la pila bautismal. En la capilla oriental, erigida en la década de 1950, hay vitrales franceses, uno de ellos dedicados a la princesa heredera Marta de Noruega (fallecida en 1954). El reloj de la torre data de 1718 y es el más antiguo de todas las iglesias de Noruega.
En el cementerio, actualmente un jardín, están sepultados algunos miembros de familias acaudaladas. Ahí se halla el sarcófago de decoración más suntuosa que haya existido en Noruega.
La cripta, descontinuada como tal, funciona actualmente como sala de conferencias, conciertos o exposiciones, y cafetería.

## Historia
El Salvador es la tercera catedral de la ciudad de Oslo. Fue construida en la segunda mitad del siglo XVII para reemplazar a la anterior, la catedral de la Trinidad, que fue destruida por causa de un incendio.
Se escogió un lugar despoblado para su emplazamiento, en las cercanías del centro de la ciudad. Su material de construcción fue ladrillo holandés y su torre no era en un principio tan alta como en la actualidad. Consagrada la catedral en 1697, la sacristía fue concluida en 1699 y las obras del interior continuaron hasta inicios de la década de 1720, en gran parte debido al estallido de la Gran Guerra del Norte (1701-1720). En 1718 se colocó el reloj sobre la torre y a inicios de la década de 1720 se instaló el primer órgano, obra del sueco Carl Gustav Luckvitz, quedando la catedral totalmente finalizada.

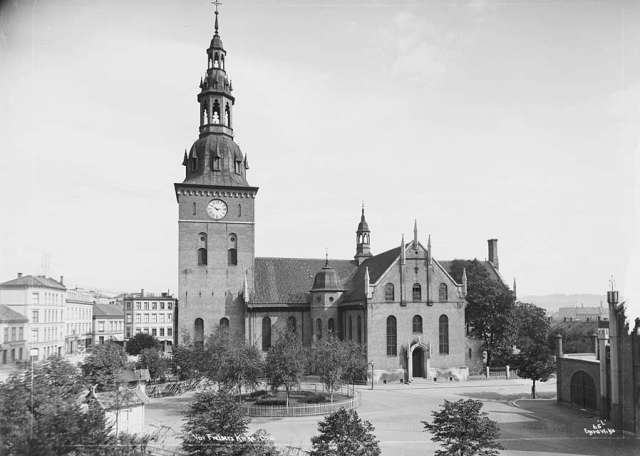
La catedral en la década de 1880.

En 1850 fue restaurada, con motivo del 800 aniversario de la ciudad. La coordinación de la construcción corrió a cargo del arquitecto francés Alexis de Chateauneuf. El interior de la catedral fue cambiado al estilo neoclásico, muy en boga entonces y la torre, considerada bastante baja por la población, fue elevada considerablemente y se le colocó una cúpula, dándole un aspecto majestuoso al edificio. A falta de ladrillo holandés, las nuevas obras fueron ejecutadas con ladrillo rojo.

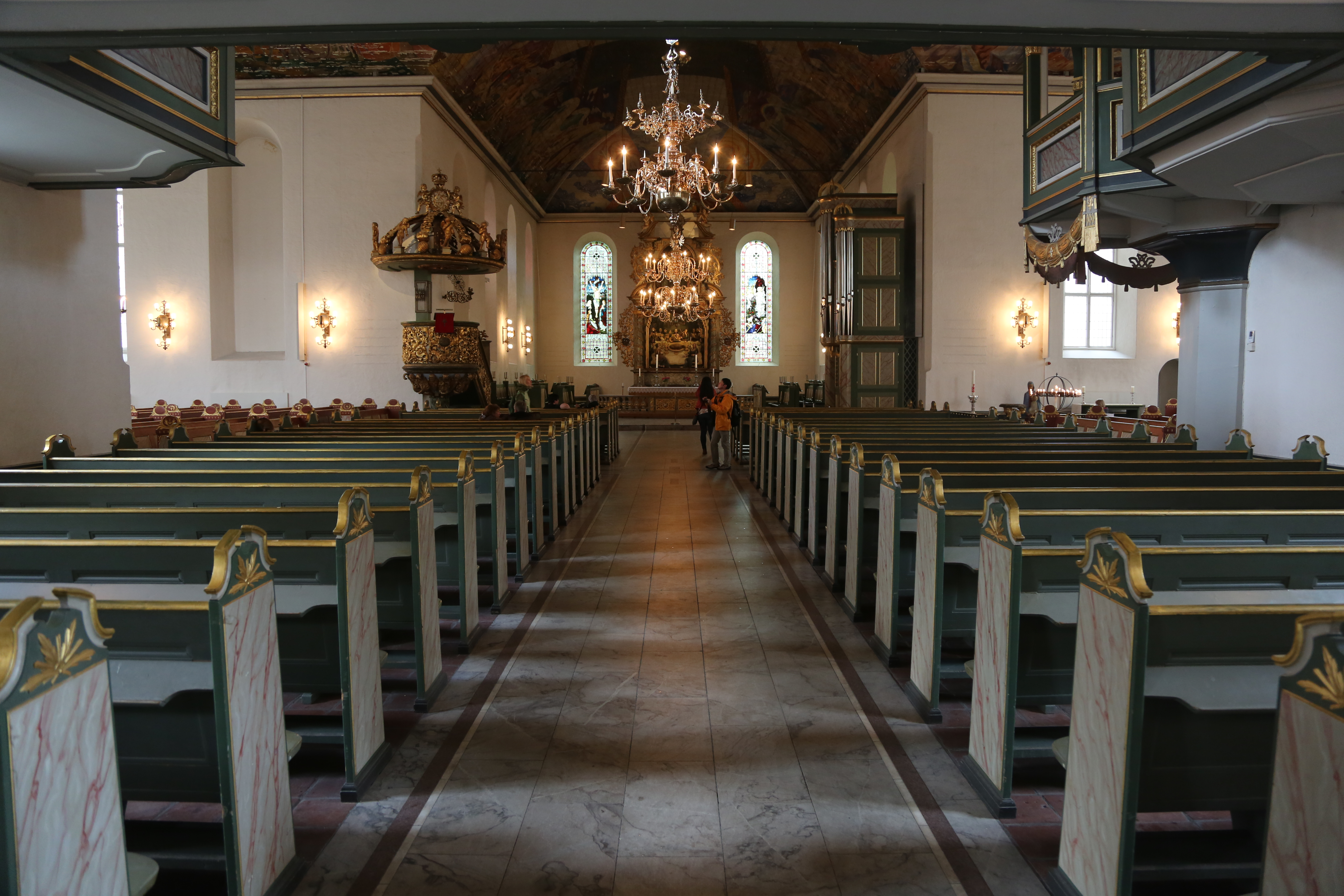
Interior de la catedral

Por bastante tiempo, la catedral fue el edificio más alto de la ciudad, y en lo alto de su torre se instaló una alarma contra incendios, que funcionaba con una bandera roja en el día y con una antorcha en la noche, para alertar al cuartel de bomberos.
En 1950 se celebraron los 900 años de la fundación de Oslo y se emprendió una nueva restauración de la catedral, bajo el arquitecto Arnstein Arneberg. Se reconstruyó su interior nuevamente en su estilo barroco original, y se retornaron piezas de su antiguo inventario.
En 1997 se colocó el órgano actual, de Jan Ryde.
Actualmente, la iglesia es la sede del obispado de Oslo y el templo parroquial del centro de la ciudad. También tiene el estatus de catedral nacional y es utilizada como tal en ceremonias oficiales del gobierno y de la Familia Real Noruega. Como la boda del príncipe heredero Haakon Magnus de Noruega y Mette-Marit de Noruega el 25 de agosto de 2001.